# 奇茲爾巴什

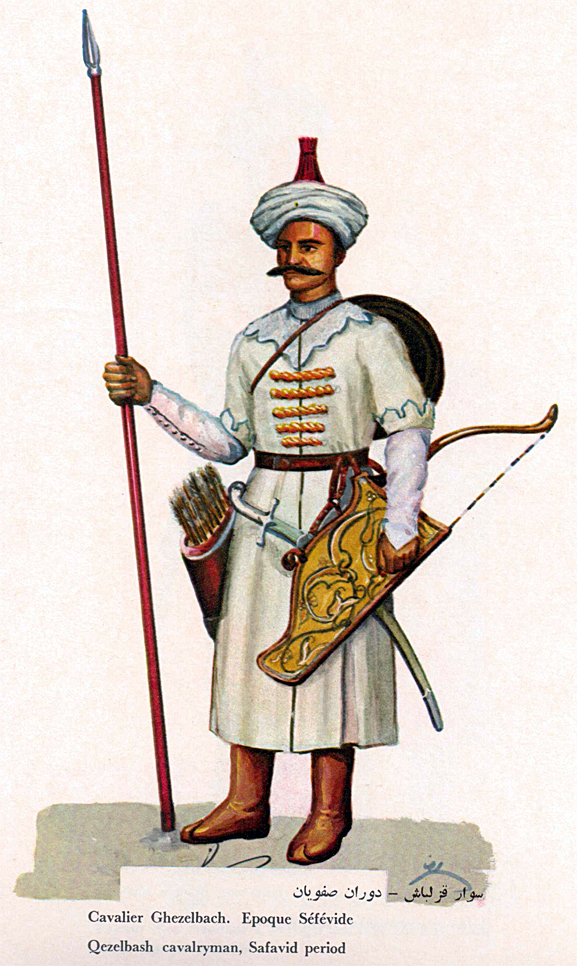
一名奇茲爾巴什

奇茲爾巴什，突厥語「紅頭」，是指信仰伊斯蘭教什葉派的土庫曼人民兵。他們是萨法维王朝三大支柱之一。

## 歷史
他們絕大多数是來自小亞细亞東部及敘利亞的土庫曼人，是薩法維耶教團的追隨者。1502年伊斯梅爾一世打敗白羊王朝後他們成為半官方軍隊。
但因他們是牧民不時侵害城市居民，阿拔斯一世進行軍事改革後他們退居次要位置。
尽管如此，奇兹尔巴什仍然是萨法维行政机构的重要组成部分，尽管高加索人在很大程度上取代了他们。例如，即使在1690年，当格鲁吉亚人成为萨法维军队的中流砥柱时，奇兹尔巴什仍然在军队中发挥着重要作用。接替萨法维王朝的阿夫沙尔王朝和卡扎尔王朝统治者源于奇兹尔巴什的背景。

## 延伸阅读
- Yves Bomati and Houchang Nahavandi,Shah Abbas, Emperor of Persia,1587–1629, 2017, ed. Ketab Corporation, Los Angeles, ISBN 978-1595845672, English translation by Azizeh Azodi.
- Aslanian, Sebouh. . California: University of California Press. 2011. ISBN 978-0520947573.
- Blow, David. . I.B.Tauris. 2009. ISBN 978-0857716767.
- Bournoutian, George.  2. Mazda Publishers. 2002: 208. ISBN 978-1568591414.
- Floor, Willem; Herzig, Edmund. . I.B.Tauris. 2012. ISBN 978-1850439301.
- Mikaberidze, Alexander.  2. Rowman & Littlefield. 2015. ISBN 978-1442241466.
- Rothman, E. Nathalie. . Cornell University Press. 2015. ISBN 978-0801463129.